# Търпо Рашайков
Търпо Николов Рашайков е български историк, краевед, публицист, общественик и музеен деец от Брацигово.

## Биография
Роден е на 6 ноември 1930 година в Брацигово. Наследник е на майстор Рашайко (1751 - ?) от югозападното македонско село Стенско, преселил се в Брацигово през 1791 година и участвал в реконструкцията на Рилския манастир в 1816 - 1819 година. Работи няколко години в Доброволната организация за съдействие на отбраната, след това е секретар на Градския комитет на Комсомола, а по-късно е секретар на Градския комитет на Българската комунистическа партия в Брацигово. Завършва висше образование и съкратен курс във Висшето военно училище в Търново.
В 1961 година Рашайков е избран за председател на Градския народен съвет на Брацигово (кмет) - пост, който Рашайков заема повече от 10 години. При управлението му за първи път е направен градоустройствен план на Брацигово и започва плановото благоустрояване на града, като се появяват новите квартали западно от болницата, квартал „Банята”, разширена е водопроводната и канализационната мрежа, павирани са улиците и са изградени тротоари. Рашайков прави и външния водопровод в курорта Атолука, новата сграда на общината, Летния кинотеатър, Универсалния магазин и редица други обществени сгради. В града са именувани всички улици и сградите са номерирани. Като кмет той организира и поставя редица паметни плочи на домове, свързани с важни личности и събития.
Рашайков е и председател на РПК „Брацигово“ и е председател на ТКЗС „Атанас Кабов”.
Рашайков дълги години е и директор на Градския исторически музей и директор на ТПК „Никола Мишев”. Занимава се с исторически изследвания на Брацигово и Брациговско. Автор е на биографичен очерк за партизанина Атанас Ненов, на сборник за 50-годишнината на Септемврийското въстание, на „Революционен календар на Брацигово” и на историческо изследване, наречено „Брацигово“. В продължение на години издирва имената на брациговски войници, загинали във войните. Съставя списък с близо 180 имена и създава комитет за изграждането на войнишки паметник. Същевременно Рашайков проучва преселението на костурчани в Брацигово. Създател е на културно-просветното дружество „Костур” и е автор на родословното дърво на няколко брациговски рода. В последните си години създава енциклопедия, съдържаща данни за брациговския бит, история, култура, за видни личности и фамилии. Оставя в ръкопис и книга за Васил Петлешков. Последната книга с негово участие е издадената през 2004 година „Брацигово - история, култура, футбол”. Автор е на тематичния план за къщата-музей „Васил Петлешков”. Участва и в тематично-експозиционния план за музея на архитектурната школа в комплекс „Попови къщи”. По времето, когато е кмет, се открива паметникът на Грамадите.
Дело на Рашайков е и градският вестник „Брациговска трибуна”. Пише във вестниците „Априлци”, „Септемврийско знаме”, „Работническо дело” и други вестници и списания. Автор е на сценарии за различни театрални представления за Априлското въстание и за преселването на костурчани.
Рашайков е носител на различни отличия, юбилейни медали и почетни знаци.
Умира на 7 февруари 2009 година.
През 2010 година посмъртно е признат за почетен гражданин на град Брацигово.